# فاتمير إسماعيلي
فاتمير إسماعيلي هو لاعب كرة قدم ألباني، ولد في 1949.

## وصلات خارجية
- فاتمير إسماعيلي على موقع قاعدة بيانات كرة القدم.إي يو (الإنجليزية)
- فاتمير إسماعيلي على موقع ناشيونال فوتبول تيمز (الإنجليزية)
- فاتمير إسماعيلي على موقع عالم كرة القدم.نت (الإنجليزية)